# Via Podiensis

Die historischen Jakobswege in Frankreich

Die Via Podiensis (lateinisch via = Weg, podium = Le Puy (dt. ‚Bergkuppe‘)) ist einer der vier historischen Jakobswege in Frankreich. Sie führt von Le Puy-en-Velay in der Auvergne nach Saint-Jean-Pied-de-Port in den Pyrenäen und deckt sich mit den letzten zwei Dritteln des Fernwanderwegs GR-Fernwanderweg 65, der in Genf beginnt.

## Pilgerweg
Die Epoche der Pilgerzüge nach Santiago de Compostela nahm ihren Anfang im 10. Jahrhundert. Einer der ersten verbürgten Reisenden war im Jahr 951 der Bischof Godeschalk von Puy. Im Pilgerführer des Liber Sancti Jacobi aus dem 12. Jahrhundert wird die Strecke erstmals beschrieben.
Ausgangspunkt der Via Podiensis ist die Kathedrale Notre-Dame von Le Puy-en-Velay in der Auvergne. Sie führt zunächst über das Zentralmassiv zur Abtei von Aubrac, im Gemeindegebiet von Saint-Chély-d’Aubrac, und erreicht durch die Schlucht des Dourdou de Conques die Klosterkirche Sainte-Foy in Conques, im Mittelalter berühmt für ihre Reliquien der heiligen Fides. Nächstes wichtiges Ziel ist die Benediktiner-Abtei von Figeac. Mit einem Abstecher kann man von dort aus das etwas nördlich liegende Rocamadour mit den Überresten des heiligen Amadour besuchen.
Der Weg folgt dem Lot bis nach Cahors, wo er sich nach Süden wendet. Weitere Klöster am Weg waren in Moissac und La Romieu. In der Gascogne werden Condom und Aire-sur-l’Adour durchquert. Südlich der Gave de Pau geht es in die Pyrenäen nach Ostabat, wo sich die Via Podiensis mit den nördlicher verlaufenden Pilgerwegen Via Turonensis und Via Lemovicensis vereinigt. Hinter Saint-Jean-Pied-de-Port überquert sie die Grenze nach Spanien am Col de Roncevaux. Ab dort heißt der Pilgerweg Camino Francés.

## Welterbe
Im Jahr 1998 hat die UNESCO die „Wege der Jakobspilger in Frankreich“ als Weltkulturerbe ausgezeichnet, ähnlich wie den Camino Francés in Spanien. Im Gegensatz zu Spanien musste man jedoch in Frankreich eingestehen, dass ein Schutz der tatsächlichen mittelalterlichen Wege nicht möglich war, denn moderner Straßenbau und nicht mehr zu rekonstruierende Streckenänderungen hatten sie zu großen Teilen verschwinden lassen. So wurden stattdessen einzelne, für die Pilgertradition wichtige Bauwerke als Repräsentanten ausgewählt.
Nur an der Via Podiensis konnten noch Teilabschnitte identifiziert werden, die einen Denkmalschutz ermöglichten. Es handelt sich um sieben relativ kurze Abschnitte zwischen:
- Nasbinals und Saint-Chély-d’Aubrac (17 km)
- Saint-Côme-d’Olt und Estaing (17 km)
- Montredon und Figeac (18 km)
- Faycelles und Cajarc (22,5 km)
- Bach und Cahors (26 km)
- Lectoure und Condom (35 km)
- Aroue und Ostabat (22 km)

Die geschützte historische Wegführung ist dabei nicht immer identisch mit dem modernen Fernwanderweg GR 65: So überquert der moderne Weg vor Ostabat z. B. die Bidouze, trifft am sogenannten Croix de Gibraltar auf einer Berghöhe auf die anderen Strecken und biegt dort nach Süden ab; im Mittelalter reiste man jedoch durch das nördlich gelegene Saint-Palais und folgte dann dem Talverlauf über Uhart-Mixe.
Zu den geschützten Bauwerken gehören an der Via Podiensis auch einige alte Brücken: die Pilgerbrücke über die Boralde in Saint-Chély-d’Aubrac, die Alte Brücke in Espalion, die Brücke über den Lot in Estaing, die Brücke über den Dourdou in Conques und die Brücke von Artigue bei Beaumont-sur-l’Osse. Der Pont Valentré in Cahors liegt ebenfalls am Weg.

## Streckenführung
| Département          | Orte in der Reihenfolge des Erreichens |
| Haute-Loire          | Le Puy-en-Velay – Montbonnet – Monistrol-d’Allier – Saugues |
| Lozère               | Saint-Alban-sur-Limagnole – Aumont-Aubrac – Nasbinals |
| Aveyron              | Aubrac – Saint-Chély-d’Aubrac – Saint-Côme-d’Olt – Espalion – Estaing – Golinhac – Espeyrac – Sénergues – Conques – Noailhac – Decazeville – Livinhac-le-Haut                    |
| Lot                  | Montredon – Saint-Félix – Figeac – Béduer – Gréalou – Cajarc – Varaire – Espagnac-Sainte-Eulalie – Marcilhac-sur-Célé – Sauliac-sur-Célé – Cahors – Lascabanes                   |
| Tarn-et-Garonne      | Lauzerte – Moissac – Auvillar |
| Gers                 | Flamarens – Miradoux – Lectoure – La Romieu – Condom – Beaumont-sur-l’Osse – Kloster Flaran                                                                                      |
| Landes               | Aire-sur-l’Adour – Miramont-Sensacq – Pimbo |
| Pyrénées-Atlantiques | Arthez-de-Béarn – Sauvelade – Navarrenx – Charre – Aroue-Ithorots-Olhaïby – Saint-Palais – Ostabat-Asme – Larceveau-Arros-Cibits – Saint-Jean-le-Vieux – Saint-Jean-Pied-de-Port |

## Bildergalerie

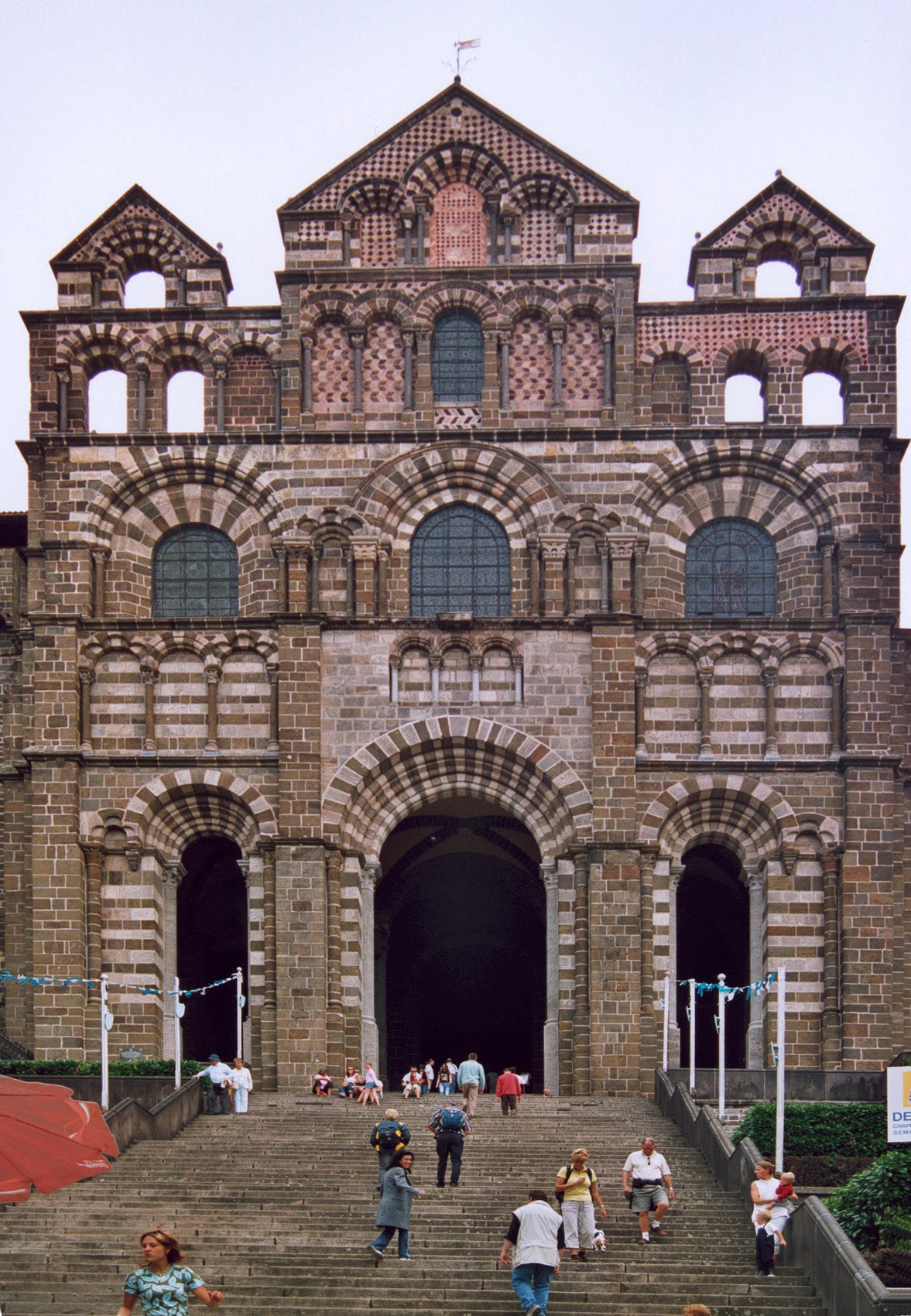
Kathedrale Notre-Dame in Le Puy
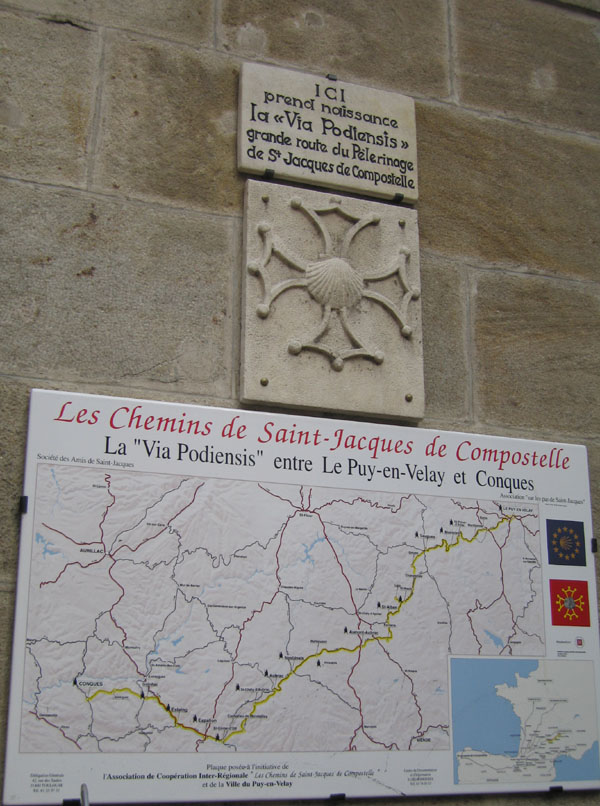
Alte und neue Wegmarkierung in Le Puy
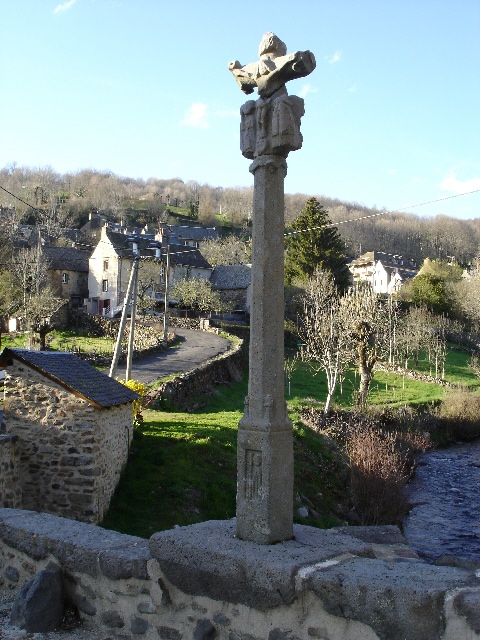
Wegekreuz auf der Brücke über die Boralde
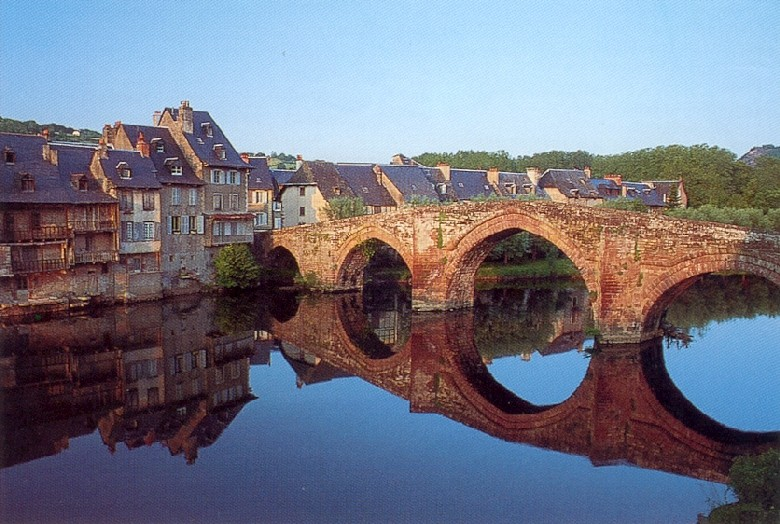
Alte Brücke in Espalion
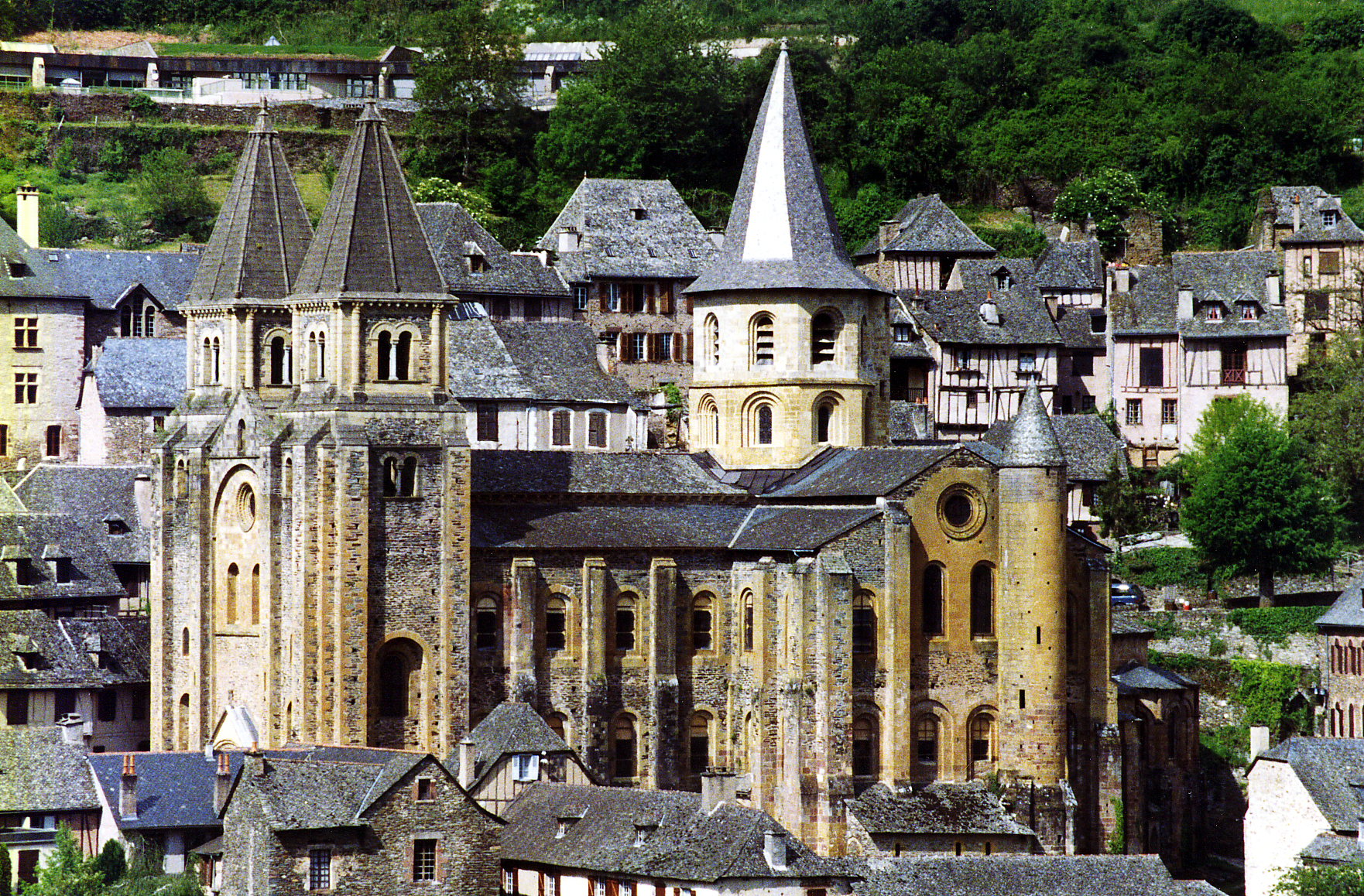
Klosterkirche Sainte-Foy in Conques
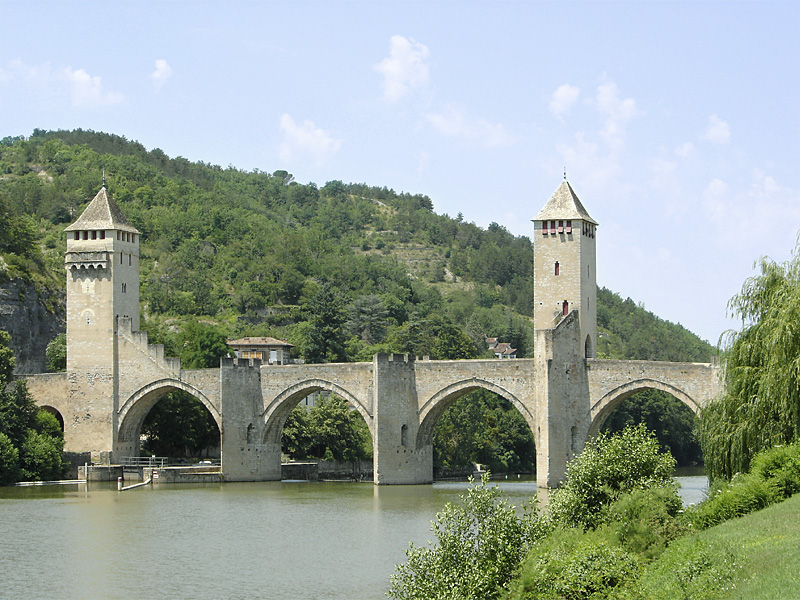
Pont Valentré in Cahors
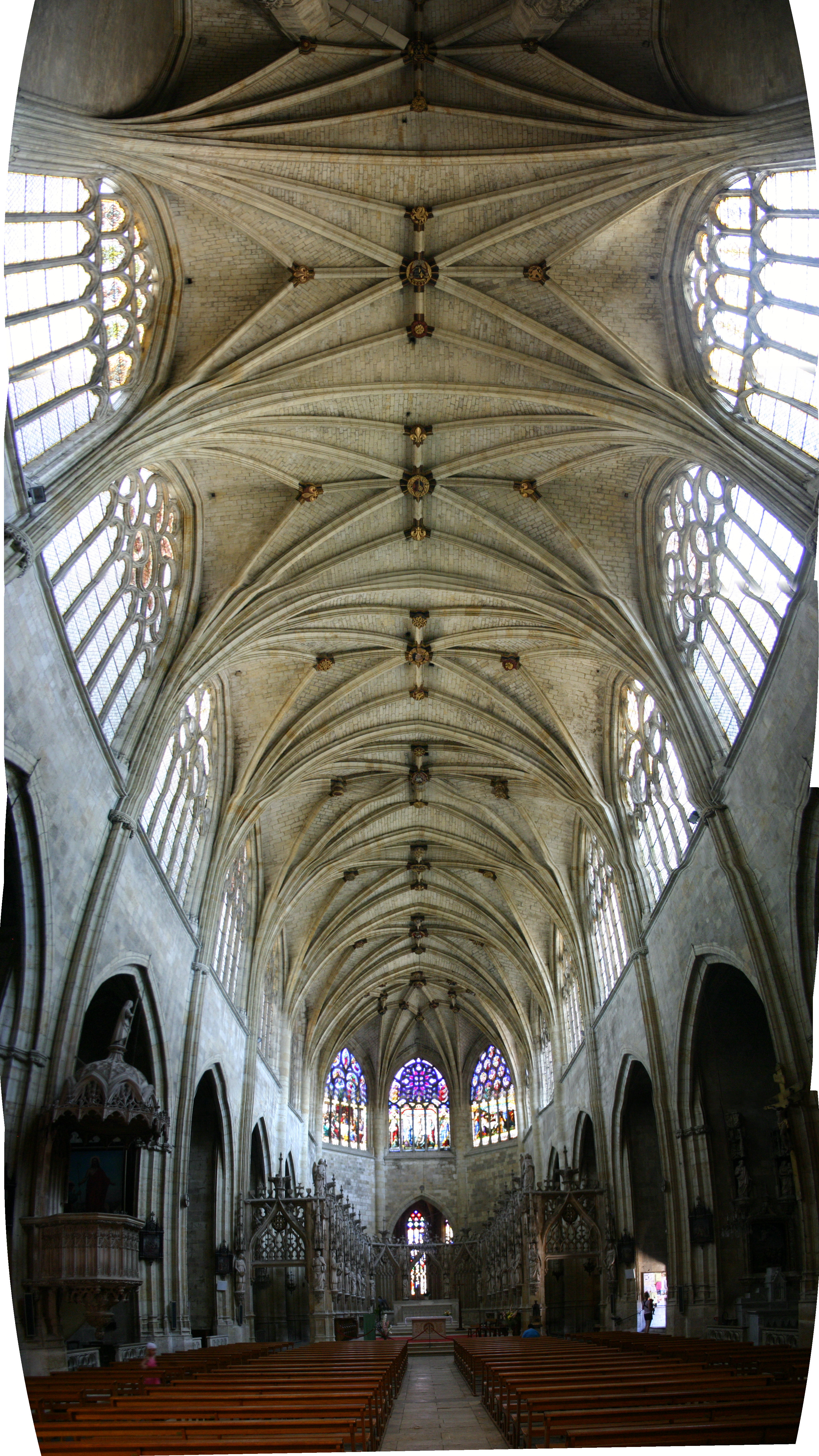
Innenansicht der Kathedrale Saint-Pierre in Condom
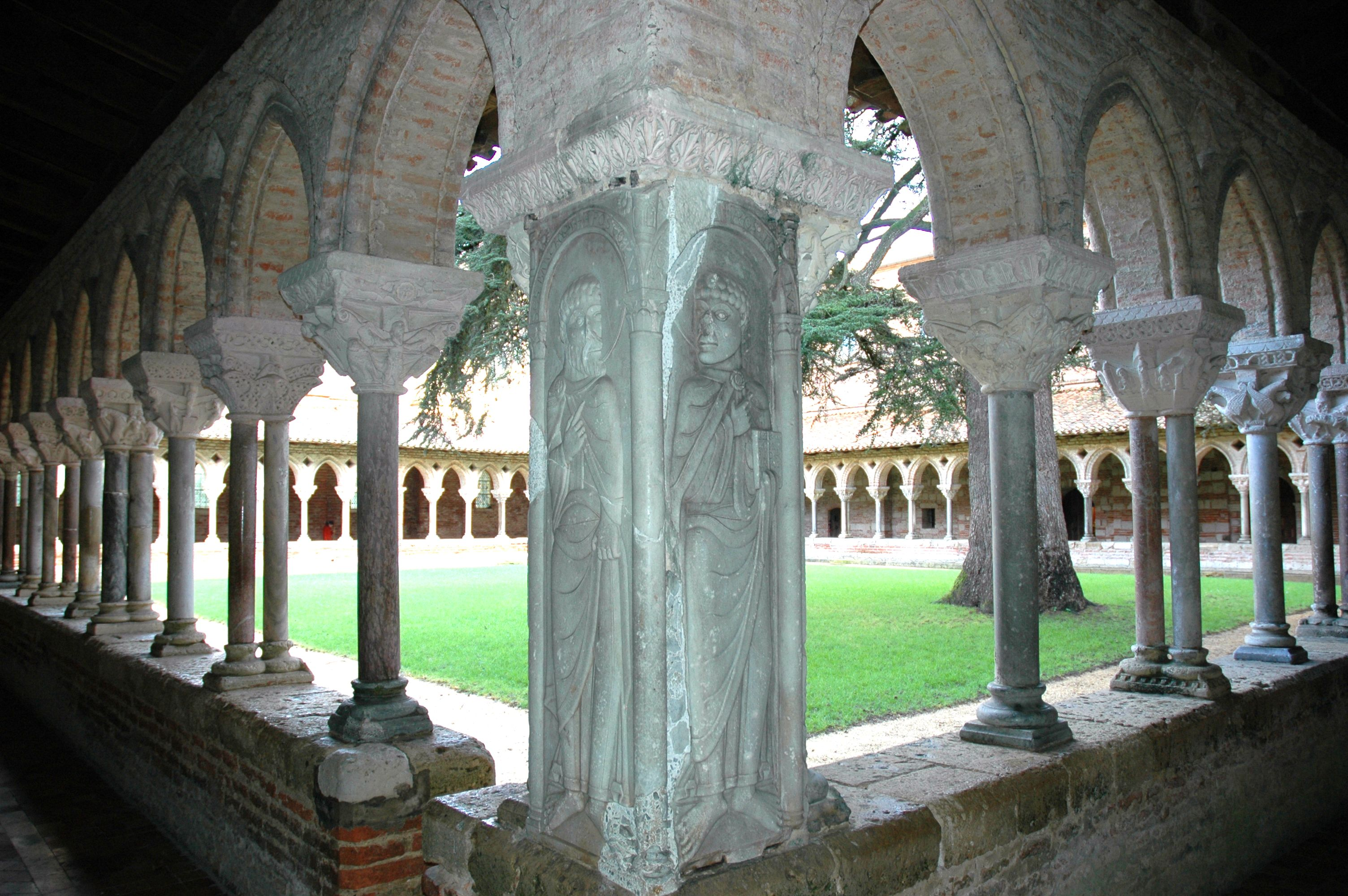
Kreuzgang der Abtei Saint-Pierre in Moissac
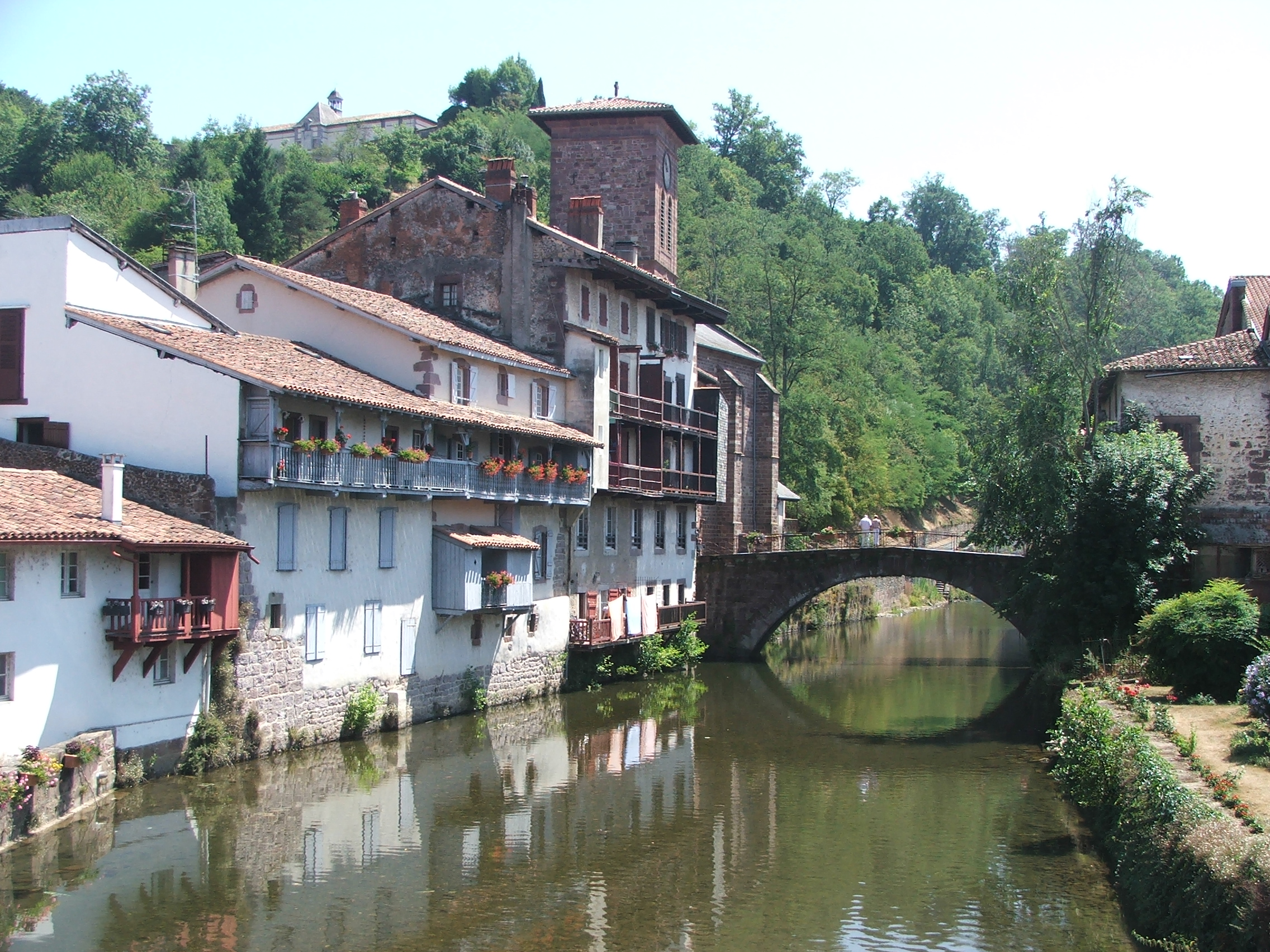
Saint-Jean-Pied-de-Port